# Costaclis
Costaclis is een geslacht van weekdieren uit de klasse van de Gastropoda (slakken).

## Soorten
- Costaclis egregia (Dall, 1889)
- Costaclis hyalina (Watson, 1881)
- Costaclis mizon (Watson, 1881)